# Wojciech Nowicki (Schriftsteller)
Wojciech Nowicki (* 1968) ist ein polnischer Schriftsteller, Kurator und Gastronomiekritiker.

## Leben
Nowicki schreibt für die Wochenzeitung Tygodnik Powszechny sowie als Gastronomiekritiker für die Krakauer Ausgabe der Gazeta Wyborcza.
Er wohnt in Krakau.

## Publikationen (Auswahl)
- Dno oka. Eseje o fotografii, 2011
- Jerzy Lewczyński. Pamięć obrazu, 2012
- Niepokoje Wilhelma von Blandowskiego, 2013
- Salki, 2013
- Odbicie, 2015
- Zofia Rydet. Zapis socjologiczny, 2017
- Tuż obok, 2018

## Auszeichnungen und Nominierungen
- 2011: Finalist des Nike-Literaturpreises mit Dno oka. Eseje o fotografii
- 2014: Literaturpreis Gdynia in der Kategorie Essayistik für Salki